# Re-Foc
| Críticas profissionais | Críticas profissionais |
| Avaliações da crítica  | Avaliações da crítica  |
| Fonte                  | Avaliação              |
| ---------------------- | ---------------------- |
| Allmusic               | [ 1 ]                  |

Re-Foc é o primeiro álbum de estúdio da dupla de violonistas mexicanos Rodrigo y Gabriela.

## O Álbum
Muitas das músicas presentes neste álbum já foram lançadas com o álbum demo Foc, lançado em 2001.
Em 2005, o disco recebeu certificação de platina da Irlanda.

### Faixas
| N.º            | Título                              | Compositor(es)                            | Duração |  |
| 1.             | "Diem (dedicado a Dave Mustaine)"   | Rodrigo y Gabriela                        | 4:50    |  |
| 2.             | "New One"                           | Rodrigo y Gabriela                        | 6:09    |  |
| 3.             | "Foc"                               | Rodrigo y Gabriela                        | 5:39    |  |
| 4.             | "Georges Street/The Tartar Frigate" | Sánchez, Quintero; Matt Seattle           | 4:21    |  |
| 5.             | "30 de Marzo"                       | Rodrigo y Gabriela                        | 4:14    |  |
| 6.             | "Paris"                             | Rodrigo y Gabriela                        | 3:52    |  |
| 7.             | "Take Five/One (foc-ing version 9)" | Paul Desmond; James Hetfield, Lars Ulrich | 6:44    |  |
| 8.             | "Temple Bar"                        | Rodrigo y Gabriela                        | 4:27    |  |
| Duração total: | Duração total:                      | Duração total:                            | 40:15   |  |

### Músicos
- Rodrigo Sánchez – violão, pratos, hi-hats, Chocalho
- Gabriela Quintero – violão

Additional performers
- Zoë Conway – violino, vocais
- Robbie Harris – percussão, bongos, Chocalho, pratos, bodhrán
- Johnny Daly – Contrabaixo
- Claudia Chambers – cajón
- Aran O'Malley – cymbals

### Vendas e Certificações
| Ano  | País    | Empresa | Certificação | Vendas | Ref.  |
| ---- | ------- | ------- | ------------ | ------ | ----- |
| 2005 | Irlanda | IRMA    | Gold         | 7.500+ | [ 2 ] |